# Campeonato Mundial de Ginástica Acrobática de 2000
O 17º Campeonato Mundial de Ginástica Acrobática foi organizado pela Federação Internacional de Ginástica nos dias 2 a 5 de novembro de 2000, em Breslávia, na Polónia. Foram disputados 15 eventos nas categorias feminino, masculino e misto.

## Resultados

### Pares masculinos
Os resultados finais foram os seguintes.
Geral
| Posição           | Equipe                             | Nacionalidade | Pontos |
| ----------------- | ---------------------------------- | ------------- | ------ |
| Medalha de ouro   | Aleksei Anikin, Sergei Batrakov    | Rússia        | 29.875 |
| Medalha de prata  | Anatoly Baravikov, Alexei Liubezny | Bielorrússia  | 29.475 |
| Medalha de bronze | Anton Ivanov, Radostin Nikolov     | Bulgária      | 29.400 |

Equilíbrio
| Posição           | Equipe                          | Nacionalidade | Pontos |
| ----------------- | ------------------------------- | ------------- | ------ |
| Medalha de ouro   | Renjie Li, Min Song             | China         | 19.950 |
| Medalha de prata  | Aleksei Anikin, Sergei Batrakov | Rússia        | 19.875 |
| Medalha de bronze | Mark Flores, Martyn Smith       | Grã-Bretanha  | 19.825 |

Tempo
| Posição           | Equipe                              | Nacionalidade | Pontos |
| ----------------- | ----------------------------------- | ------------- | ------ |
| Medalha de ouro   | Aleksei Anikin, Sergei Batrakov     | Rússia        | 19.825 |
| Medalha de bronze | Anton Ivanov, Radostin Nikolov      | Bulgária      | 19.550 |
| Medalha de prata  | Sergiy Menshykh, Pavlo Koleschnikov | Ucrânia       | 19.525 |

### Grupo masculino
Os resultados finais foram os seguintes.
Geral
| Posição           | Equipe                                                                 | Nacionalidade | Pontos |
| ----------------- | ---------------------------------------------------------------------- | ------------- | ------ |
| Medalha de ouro   | Feng Liu, Huifeng Liu, Song Yan, Xin Hu                                | China         | 29.825 |
| Medalha de prata  | Alexei Gribtsov, Sergei Kholodov, Konstantin Kovalev, Pavel Pozdniakov | Rússia        | 29.525 |
| Medalha de bronze | Stilian Bojinov, Marian Hristov, Nikolay Nikolov, Anislav Varbanov     | Bulgária      | 29.050 |

Equilíbrio
| Posição           | Equipe                                                                 | Nacionalidade | Pontos |
| ----------------- | ---------------------------------------------------------------------- | ------------- | ------ |
| Medalha de ouro   | Feng Liu, Huifeng Liu, Song Yan, Xin Hu                                | China         | 19.850 |
| Medalha de prata  | Alexei Gribtsov, Sergei Kholodov, Konstantin Kovalev, Pavel Pozdniakov | Rússia        | 19.825 |
| Medalha de bronze | Stilian Bojinov, Marian Hristov, Nikolay Nikolov, Anislav Varbanov     | Bulgária      | 19.525 |

Tempo
| Posição           | Equipe                                                                  | Nacionalidade | Pontos |
| ----------------- | ----------------------------------------------------------------------- | ------------- | ------ |
| Medalha de ouro   | Feng Liu, Huifeng Liu, Song Yan, Xin Hu                                 | China         | 19.875 |
| Medalha de prata  | Alexei Gribtsov, Sergei Kholodov, Konstantin Kovalev, Pavel Pozdniakov  | Rússia        | 19.725 |
| Medalha de bronze | Alexei Buiniaku, Vladimir Maliutin, Dzianis Maskalenka, Ruslan Zaletski | Bielorrússia  | 19.575 |

### Pares femininos
Os resultados finais foram os seguintes.
Geral
| Posição           | Equipe                        | Nacionalidade | Pontos |
| ----------------- | ----------------------------- | ------------- | ------ |
| Medalha de ouro   | Yulia Lopatkina, Anna mokhova | Rússia        | 29.850 |
| Medalha de prata  | Yuehua Shi, Guangiei Sun      | China         | 29.600 |
| Medalha de bronze | Amy Clarke, Gemma Middleton   | Grã-Bretanha  | 29.225 |

Equilíbrio
| Posição           | Equipe                             | Nacionalidade | Pontos |
| ----------------- | ---------------------------------- | ------------- | ------ |
| Medalha de ouro   | Yulia Lopatkina, Anna mokhova      | Rússia        | 19.875 |
| Medalha de prata  | Yuehua Shi, Guangiei Sun           | China         | 19.775 |
| Medalha de bronze | Lidiya Klokova, Nataliya Kovzalyuk | Ucrânia       | 19.750 |

Tempo
| Posição           | Equipe                                 | Nacionalidade | Pontos |
| ----------------- | -------------------------------------- | ------------- | ------ |
| Medalha de ouro   | Yulia Lopatkina, Anna mokhova          | Rússia        | 19.825 |
| Medalha de prata  | Yuehua Shi, Guangiei Sun               | China         | 19.675 |
| Medalha de bronze | Aline Van den Weghe, Elke Van Maldegem | Bélgica       | 19.400 |

### Grupo feminino
Os resultados finais foram os seguintes.
Geral
| Posição           | Equipe                                             | Nacionalidade | Pontos |
| ----------------- | -------------------------------------------------- | ------------- | ------ |
| Medalha de ouro   | Ekaterina Lysenko, Elena Arakeljan, Svetlana Kushu | Rússia        | 29.800 |
| Medalha de prata  | Caidan Li, Cuiling Huang, Jiepeng Feng             | China         | 29.725 |
| Medalha de bronze | Emily Collins, Emily Crocker, Toni Cox             | Grã-Bretanha  | 29.700 |

Equilíbrio
| Posição           | Equipe                                                | Nacionalidade | Pontos |
| ----------------- | ----------------------------------------------------- | ------------- | ------ |
| Medalha de ouro   | Ekaterina Lysenko, Elena Arakeljan, Svetlana Kushu    | Rússia        | 19.900 |
| Medalha de prata  | Caidan Li, Cuiling Huang, Jiepeng Feng                | China         | 19.850 |
| Medalha de bronze | Vistoria Arabei, Katsiaryna Katsuba, Zinaida Sazonava | Bielorrússia  | 19.825 |

Tempo
| Posição           | Equipe                                             | Nacionalidade | Pontos |
| ----------------- | -------------------------------------------------- | ------------- | ------ |
| Medalha de ouro   | Ekaterina Lysenko, Elena Arakeljan, Svetlana Kushu | Rússia        | 19.875 |
| Medalha de prata  | Caidan Li, Cuiling Huang, Jiepeng Feng             | China         | 19.800 |
| Medalha de bronze | Emily Collins, Emily Crocker, Toni Cox             | Grã-Bretanha  | 19.700 |

### Pares mistos
Os resultados finais foram os seguintes.
Geral
| Posição           | Equipe                           | Nacionalidade | Pontos |
| ----------------- | -------------------------------- | ------------- | ------ |
| Medalha de ouro   | Polina Lymareva, Andrei Jakovlev | Rússia        | 30.000 |
| Medalha de prata  | Kapka Todorova, Ivaylo Katzov    | Bulgária      | 29.525 |
| Medalha de bronze | Mei Chen, Yu Wu                  | China         | 29.500 |

Equilíbrio
| Posição           | Equipe                           | Nacionalidade | Pontos |
| ----------------- | -------------------------------- | ------------- | ------ |
| Medalha de ouro   | Polina Lymareva, Andrei Jakovlev | Rússia        | 20.000 |
| Medalha de prata  | Kapka Todorova, Ivaylo Katzov    | Bulgária      | 19.750 |
| Medalha de bronze | Maryna Hauryliuk, Andrei Dvorak  | Bielorrússia  | 19.650 |

Tempo
| Posição           | Equipe                           | Nacionalidade  | Pontos |
| ----------------- | -------------------------------- | -------------- | ------ |
| Medalha de ouro   | Polina Lymareva, Andrei Jakovlev | Rússia         | 19.950 |
| Medalha de prata  | Olga Dzyba, Dmytro Klymenko      | Ucrânia        | 19.825 |
| Medalha de bronze | Aimee Broncatello, Arthur Davis  | Estados Unidos | 19.650 |